# Pulsar (banda)
Pulsar es una banda francesa de rock influida por Pink Floyd y King Crimson, así como por músicos clásicos, como Gustav Mahler.
A comienzos de la década de los 80, el grupo compuso e interpretó música para un musical franco-austríaco. Su álbum más reciente es Memory Ashes (2007).

## Historia
Pulsar fue la primera banda francesa que firmó con un sello inglés, llamado Kingdom Records. Su primer álbum, Pollen, se publicó en 1974. En 1975, Philipe Roman dejó el grupo. Al año siguiente, publicaron su nuevo álbum, The Strands of the Future (1976), en el que se incorpora al bajo Michel Masson. Le siguió Halloween (1977), considerado un clásico del rock progresivo francés.
En los primeros ochenta, Pulsar puso música a la adaptación que hizo Bruno Carlucci de una historia breve del novelista austríaco Peter Handke: "Bienvenue au Conseil D'Administration!" (1981). La formación que grabó este musical consistía de Gilbert Gandil en la guitarra y el bajo, Victor Bosch en la batería, Jacques Roman en los teclados, Roland Richard en la flauta y el saxofón y Louis Paralis, que sustituyó a Michel Masson.
Entre 1974 y 1989, sus álbumes fueron producidos por CBS. Más tarde, se hizo cargo de ellos Musea, un sello francés que compró los derechos de distribución. 
En 1989 la banda se reunió de nuevo para publicar un disco, Görlitz. Su álbum más reciente es Memory Ashes (2007), producido por Cypress Music. In 2008, la revista Goldmine Magazine incluyó Halloween entre los 25 álbumes más destacados del rock progresivo.

## Componentes
| (1970–1974)       | - Jacques Roman – sintetizador, teclado, mellotron - Victor Bosch – Batería, Percusión - Gilbert Gandil – Guitarra eléctrica, voz - Roland Richard – piano, flauta - Philippe Roman – bajo, voz, composición |
| (1975–1980)       | - Jacques Roman – sintetizador, teclado, mellotron - Victor Bosch – Batería, Percusión - Gilbert Gandil – Guitarra eléctrica, voz - Roland Richard – piano, flauta - Michel Masson – bajo                    |
| (1981–actualidad) | - Jacques Roman – sintetizador, teclado, mellotron - Victor Bosch – Batería, Percusión - Gilbert Gandil – Guitarra eléctrica, voz - Roland Richard – piano, flauta - Louis Paralis – bajo                    |

## Discografía
- 1975: Pollen
- 1976: The Strands of the Future
- 1977: Halloween
- 1981: Bienvenue au Conseil d'Administration
- 1989: Görlitz
- 2007: Memory Ashes

## Autoría
La pieza que sirve como introducción al álbum Halloween, que aparece como composición del grupo, es la melodía tradicional irlandesa Londonderry Air.